# Chlamydopsis compressipes
Chlamydopsis compressipes är en skalbaggsart som beskrevs av Lea 1919. Chlamydopsis compressipes ingår i släktet Chlamydopsis och familjen stumpbaggar. Inga underarter finns listade i Catalogue of Life.